# Idea skautingu
Skauting je výchovným hnutím, stojícím na definovaných ideových základech. Souhrnně se jedná o tzv. "Skautskou výchovnou metodu". Mezi tyto základy patří skautský zákon, slib, heslo a denní příkaz. Všechny tyto prvky směřují k naplňování třech základních principů skautingu.
Napříč světovými skautskými organizacemi se tyto prvky liší svým zněním a někde i částí obsahu, vazba na principy skautingu však zůstává – světová organizace skautů WOSM to od svých členských organizací vyžaduje. Členové skautského hnutí mladšího školního věku (vlčata a světlušky) používají jako předstupeň vlastní, zjednodušená znění.

## Poslání a principy skautingu
Posláním skautingu je podporovat rozvoj osobnosti dětí a mladých lidí, jejich duchovních, mravních, intelektuálních, sociálních a tělesných schopností tak, aby byli připraveni plnit povinnosti k sobě samým, bližním, vlasti, přírodě a celému lidskému společenství, a tím přispět ke zlepšení světa.
Toto poslání je blíže konkretizováno třemi principy, které jsou vyjádřeny ve skautském slibu:
1. povinnost k Bohu (vyššímu principu),
2. povinnost k bližním (ostatním),
3. povinnost k sobě.

Poslání a principy se skauting snaží naplňovat skautské výchovné metody, která zahrnuje několik provázaných prvků jako např. učení se zkušeností nebo pobyt v přírodě. Na principy skautingu je přímo navázán její prvek skautského slibu a zákona, které je převádí do konkrétních a praktických morálních norem pro každodenní život.

### Povinnost k Bohu
Různé skautské organizace přistupují k práci s duchovními hodnotami (pouze v Junáku se užívá termín "první princip", v zahraničí toto označení nikdo neužívá), ale převážně je součástí slibu – to je podmínkou členství v mezinárodní organizaci WOSM. Některé organizace jsou přímo navázány na konkrétní náboženství nebo církev (např. Německá asociace skautů svatého Jiří nebo Skauti Evropy), některé (např. Junák – český skaut) naopak pracují s povinností k Bohu jako s povinností k hodnotám vyšším než materiálním bez odkazu na konkrétního Boha nebo náboženství a uznávají širší škálu forem spirituality. To se často odráží i ve slibu – např. Junák uvádí místo explicitní zmínky o Bohu odkaz na Nejvyšší Pravdu a Lásku.

## Skautský zákon
Skautský zákon je soustava pravidel pro praktický život. Skládá se zpravidla z deseti bodů.

### Znění skautského zákona (Junák – český skaut)
1. Skaut je pravdomluvný
2. Skaut je věrný a oddaný
3. Skaut je prospěšný a pomáhá jiným
4. Skaut je přítelem všech lidí dobré vůle a bratrem každého skauta
5. Skaut je zdvořilý
6. Skaut je ochráncem přírody a cenných výtvorů lidských
7. Skaut je poslušný rodičů, představených a vůdců
8. Skaut je veselé mysli
9. Skaut je hospodárný
10. Skaut je čistý v myšlenkách, slovech i skutcích.

## Skautský slib
Skautský slib je základní přísaha skautů, v níž se skaut zavazuje žít podle idejí skautingu. Jeho složení je zpravidla doprovázeno rituálem a je považováno za významný životní krok pro každého skauta.

### Znění skautského slibu (Junák – český skaut)
| „ | Slibuji na svou čest, jak dovedu nejlépe: sloužit Nejvyšší Pravdě a Lásce věrně v každé době, plnit povinnosti vlastní a zachovávat zákony skautské, duší i tělem být připraven(a) pomáhat vlasti i bližním. | “ |

Slib lze doplnit dobrovolným dodatkem: K tomu mi pomáhej Bůh.

## Heslo skautů
Heslo je důležitým každodenním připomenutím. Je stejné napříč světovými skautskými organizacemi (v cizích jazycích někdy mívá formu vždy připraven, tu však používali komunističtí pionýři).

### České znění
| „ | Buď připraven! | “ |

### Latinské znění
Latinské znění používají Skauti Evropy.
| „ | Semper parati! | “ |

## Denní příkaz
Každý den aspoň jeden dobrý skutek!